# 地獄少女 (テレビドラマ)
『地獄少女』（じごくしょうじょ）は、アニメ『地獄少女』を原作として日本テレビと静岡第一テレビで2006年11月5日から2007年1月28日の深夜に「黄金の舌」枠内で放送されたテレビドラマ。全12話。

## 概要
同名のアニメを原作としたドラマ作品。日本テレビによって製作・放送された。
基本的にはアニメ第1期を底本にしながら、ドラマ独自の設定を加味している。第一話や第八話のようにアニメとほぼ同じ内容を踏襲した話もあれば、依頼人自らの幻影がターゲットとなる（第六話）、ターゲット自らが赤い糸を引く（第十二話）などのオリジナル話も存在する。登場人物の設定にも様々な変更が加えられており、例えばアニメ版では出演場面も少なく脇役的であった喫茶店のマスターが、本作品ではレギュラーとして登場する。出演者においては、松島栄利子がアニメ版と同様にあいの祖母の声としてレギュラー出演し、アニメ版でレギュラー出演した菅生隆之と松風雅也や本作品の原案者であるわたなべひろしも、別々の回に俳優としてゲスト出演した。また、本作品で輪入道を演じた小倉久寛はアニメ版『地獄少女 二籠』ではナレーションを務め、アニメ版で喫茶店のマスター役だった斧アツシは本作品のナレーションを務めた。
出演者の相互交流を始め、制作発表はアニメ『二籠』・ドラマ両方同時に行われた。なお、放送期間中（一時期）、次回予告のテロップでアニメ版の放送局であるTOKYO MXがドラマ版の放送告知を、ドラマ版の放送局である日本テレビがアニメ版の放送告知をするなど、実写版とアニメ版が連動した試みも行われた。また、日本テレビとNTTドコモの共同出資・コンテンツ開発事業であるD.N.ドリームパートナーズの製作であるため、携帯電話公式サイトでのコンテンツの充実を図ったほか、NTTドコモのHSDPA通信対応携帯電話向けに動画配信も行われた。
なお、事実上関東・静岡のローカル放送だったために未放映地域からのファンの要望が強く、公式サイト上では「今後日本テレビ系列局への番組販売が行われることが決まった」旨の報告がなされ、2007年4月から同年6月まで日テレプラス&サイエンス（現・日テレプラス）、2015年12月23日から同年12月24日までファミリー劇場での放送が実現した。

## ストーリー
深夜0時に、強い恨みを抱く者だけがアクセスできるというサイト「地獄通信」。このサイトの送信フォームに恨みを抱く相手の名前を書き込んで送信すると、地獄少女が現れて恨みの相手を地獄に流してくれるという噂がある。世間では、子供の間で流行している都市伝説に過ぎないと思われたが、そのサイトは実在していた。

## キャスト
- 閻魔あい - 岩田さゆり
- 一目連 - 加藤和樹
- 骨女 - 杉本彩
- 輪入道 - 小倉久寛
- あいの祖母 - 松島栄利子（声のみ）
- 柴田一 - 西村和彦
- 柴田つぐみ - 入江紗綾、星ひなの（幼少期）
- 柴田あゆみ - 大塚ちか
- 稲垣隆史 - 金山一彦
- マスター（西） - 田中要次
- 大滝警部 - 渡辺哲
- オープニングナレーション - 斧アツシ

## エピソード
（）内はキャスト。
| No.                 | サブタイトル           | 依頼者                                     | ターゲット                  | その他の主なゲスト                                                            |
| ------------------- | ---------------------- | ------------------------------------------ | --------------------------- | ----------------------------------------------------------------------------- |
| 第一話              | ひび割れた時間         | 宮崎優 （尾高杏奈）                        | 遠藤里奈 （近野成美）       | 宮崎佳代（麻丘めぐみ） 阿部（菅生隆之） 淳子（石丸奈菜美） 聡美（成島麻利菜） |
| 第二話              | 箱の中の少年           | 水島大地 （落合扶樹）                      | 篠田誠 （神保悟志）         | 水島浩介（松澤一之） 水島綾香（大西麻恵） 田中（玉ネギ男）                    |
| 第三話              | 嬰児(みどりご)の夢     | 鶴田笙子 （鈴木早智子）                    | 鳥海誠一 （津田寛治）       | 鳥海真里（星ようこ） 由香（平田裕香）                                         |
| 第四話              | 逢魔の砌               | 中島健太 （永岡佑）                        | 葛城吉隆 （石山輝夫）       | 麻生マリン（吉野公佳） 根本真由美（藤原郁美）                                 |
| 第五話              | 偽りの墓碑銘(エピタフ) | 本多美里 （藤森麻由）                      | 阿部智史 （佐野大樹）       |                                                                               |
| 第六話              | 約束の赤い糸           | 真田幸 （石井めぐる）                      | マコ （東海林愛美）         | 峰岸拓也（赤堀幸雄） 本田玲子（山辺有紀） 西脇賢治（山崎海堂）                |
| 第七話              | 甘い誘惑               | 香山美春 （西野妙子）                      | 松井霧子 （及川奈央）       | 堺卓巳（松風雅也） 香山孝三（三田村賢二）                                     |
| 第八話              | 聖夜の奇跡             | 北川劉生 （高松英郎[今]） （松原智規[昔]） | 室井竜二 （仲野徹）         | 北川芙美子（関口美保子） 岩崎修一郎（鶴岡修）                                 |
| 第九話              | 偽の代償               | 恩田拓人 （岡田慶太）                      | 結城夏子 （岩佐真悠子）     | 恩田信一郎（野添義弘）                                                        |
| 第十話              | 悲しみの記憶           | 風間響子 （大島蓉子）                      | 本田樹里 （倉科カナ）       | 須藤直也（笠原紳司） 風間美香（鈴木友菜）                                     |
| 第十一話            | 現し世の闇 前編        | 大滝警部 （渡辺哲）                        | 若槻淳也 （北岡龍貴）       |                                                                               |
| 第十二話 （最終話） | 現し世の闇 後編        | マスター（西） （田中要次）                | 柴田あゆみ※1 （大塚ちか）   |                                                                               |
| 第十二話 （最終話） | 現し世の闇 後編        | マスター（西） （田中要次）                | 柴田一※2 （西村和彦）       |                                                                               |
| 第十二話 （最終話） | 現し世の闇 後編        | 柴田一 （西村和彦）                        | マスター（西） （田中要次） |                                                                               |

第十二話は依頼者・ターゲットともにレギュラーキャスト。※1は回想、※2は糸は引いたものの中断。

## スタッフ
- 脚本 - 森山あけみ、山川智子、最合のぼる、佐藤久美子
- 撮影 - 滝彰志、白田龍夫
- 照明 - 柴田信弘
- 音声 - 畦本真司
- VE - 藤本伊知郎、岡村亮
- メイク - 上野志穂
- ヘアーメイク - 重久聖子
- 衣装 - 中村美保
- 美術 - 橋本優
- 編集 - 清水正彦
- 音響監督 - 石井和之
- ライン編集 - 稲岡靖
- MA - 斉藤健二
- 主題歌 - OLIVIA「Dream Catcher」
- 音楽 - 長谷川智樹
- 原曲 - 高梨康治、水谷広実
- サブタイトル - 大貫洋子
- 原案 - わたなべひろし
- 原作 - 地獄少女プロジェクト
- 製作担当 - 大内裕
- 記録 - 西川三枝子
- 広報 - 買場ひとみ
- 製作デスク - 菊池麻里子
- 助監督 - 北村信彦、古川豪、海野巨人、山田晃久、大橋祥吾、渡辺淳
- 制作主任 - 佐々木稔、竹上俊一、江島正将
- 制作進行 - 江島正将
- AP - 吉田邦彦
- VFXスーパーバイザー - 岡野正広（GONZO REVOLUTION）
- VFXプロデューサー - 戸田泰雄、佐々木博之（デジタルハリウッドエンタテインメント）
- プロデューサー - 高橋秀明（日本テレビ）、佐藤禎剛（泉放送制作）、金子与志一（泉放送制作）
- 監督 - 長沼誠（日本テレビ）、高橋秀明（日本テレビ）、金子与志一（泉放送制作）
- 企画制作 - 日本テレビ
- 製作協力 - 泉放送制作
- 製作著作 - D.N.ドリームパートナーズ、VAP

## 放送局
| 放送局         | 放送期間                      | 放送曜日および放送時間                | 備考             |
| -------------- | ----------------------------- | ------------------------------------- | ---------------- |
| 日本テレビ     | 2006年11月5日 - 2007年1月28日 | 日曜 1:20 - 1:50（土曜深夜）          | 『黄金の舌』枠内 |
| 静岡第一テレビ | 2006年11月5日 - 2007年1月28日 | 日曜 1:20 - 1:50（土曜深夜）          | 『黄金の舌』枠内 |
| 日テレプラス   | 2007年4月6日 - 6月22日        | 金曜 22:00 - 22:30 土曜 10:00 - 10:30 |                  |
| ファミリー劇場 | 2015年12月23日 - 12月24日     | 23:00 - 翌4:30                        | 一挙放送         |